# Simmershofen
Simmershofen è un comune tedesco di 969 abitanti situato nel land della Baviera.